# Доланци
Доланци (словен. Dolanci, итал. Dolanzi) су насељено место у општини Комен, Обално-Крашка регија, Словенија.

## Историја
До територијалне реорганизације у Словенији били су у саставу старе општине Сежана.

## Становништво
У попису становништва из 2011. године, Доланци су имали 25 становника.
| Број становника према пописима | Број становника према пописима | Број становника према пописима |
| ------------------------------ | ------------------------------ | ------------------------------ |
| 1991                           | 2002                           | 2011                           |
| 21                             | 18                             | 25                             |

## Галерија
- улица
- детаљ